# Sân bay Eurico de Aguiar Salles
Sân bay Eurico de Aguiar Salles, cũng gọi là Sân bay Vitória hay Sân bay Goiabeiras, là sân bay chính ở bang Espírito Santo, và phục vụ vùng đô thị Greater Vitória của Brasil. Sân bay này có thể phục vụ các máy bay cỡ vừa. Năm 2007, sân bay này đã phục vụ 1.894.442 lượt khách với 39.777 lượt chuyến, là một trong những sân bay bận rộn nhất Brasill.
Việc hiện đại hóa sân bay này bắt đầu năm 2005, bao gồm xây thêm 1 nhà ga hành khách, một tháp điều khiển không lưu và một đường băng mới. Tổng kinh phí là 300 triệu Real Brazil.

## Các hãng hàng không và các tuyến điểm
- Gol Transportes Aéreos (Belo Horizonte-Confins, Brasília, Rio de Janeiro-Galeão, Salvador, São Paulo-Congonhas, São Paulo-Guarulhos)
- TAM Linhas Aéreas (Belo Horizonte-Confins, Brasília, Rio de Janeiro-Galeão, Salvador, São Paulo-Congonhas, São Paulo-Guarulhos)